# 440 Theodora
440 Theodora è un asteroide della fascia principale del sistema solare. Scoperto nel 1898, presenta un'orbita caratterizzata da un semiasse maggiore pari a 2,2101801 UA e da un'eccentricità di 0,1080635, inclinata di 1,59865° rispetto all'eclittica.
Il suo nome è dedicato alla figlia di Julius F. Stone, benefattore.